# Женщины в Восточном Тиморе
К традиционным практикам, влияющим на положение женщин в Восточном Тиморе, относятся неспособность наследовать или владеть собственностью и культурное представление о том, что женщины обычно принадлежат дому.
Помимо этих традиционных представлений восточно-тиморские женщины также сталкиваются с насилием в семье. Во время кризиса в Восточном Тиморе в сентябре 1999 года восточно-тиморские ополченцы выступили с заявлениями об изнасилованиях и сексуальном рабстве. Фонд Организации Объединённых Наций для развития в интересах женщин (ЮНИФЕМ) — одна из организаций, которая содействует расширению прав и возможностей и обеспечению гендерного равенства для женщин Восточного Тимора. В 2010 году был принят закон, согласно которому домашнее насилие стало общественным преступлением, но, тем не менее, эта практика оставалась распространённой. В опросе «Демография и здоровье 2009-10 годов» 36 % замужних женщин сообщили о том, что они подвергались физическому, психологическому или сексуальному насилию со стороны своего мужа или партнёра, но только 24 % сообщили, что обсуждали это с кем-либо, и только 4 % сообщили, что обращались за помощью в полицию. Согласно данному исследованию, 71 % мужчин считают, что пренебрежение детьми женой оправдывает избиение со стороны мужа, в то время как 72 % женщин считают, что муж вправе избивать свою жену, если она выходит из дома, не сообщив ему. По словам активистов неправительственных организаций, таких как Asisténsia Legál ba Feto no Labarik, случаи насилия в семье серьёзно занижены, а наказания не являются сдерживающим фактором: в одном случае мужчина "ударил свою жену в затылок и ударил её неоднократно куском дерева, после аргумента о необходимости кормления своих детей «получил только условный срок тюремного заключения на семь месяцев».